# Distretto di Huertas
Il distretto di  Huertas è uno dei trentaquattro distretti della provincia di Jauja, in Perù. Si trova nella regione di Junín e si estende su una superficie di  11,82 chilometri quadrati.